# Lista över matchresultat i Elitserien i ishockey 1991/1992
Lista över matchresultat i grundserien av Elitserien i ishockey 1991/1992. Ligan inleddes den 26 september 1991 och avslutades 19 mars 1992.

## Tabeller
Grundserien
| Nr | Lag                 | S  | V  | O | F  | GM  | IM | MS  | P  |
| -- | ------------------- | -- | -- | - | -- | --- | -- | --- | -- |
| 1  | Malmö IF            | 22 | 16 | 2 | 4  | 98  | 53 | +45 | 34 |
| 2  | Färjestad BK        | 22 | 13 | 3 | 6  | 107 | 77 | +30 | 29 |
| 3  | Djurgårdens IF (RM) | 22 | 10 | 5 | 7  | 79  | 63 | +16 | 25 |
| 4  | Luleå HF            | 22 | 9  | 7 | 6  | 88  | 89 | −1  | 25 |
| 5  | Västra Frölunda     | 22 | 9  | 5 | 8  | 86  | 78 | +8  | 23 |
| 6  | HV71                | 22 | 10 | 3 | 9  | 77  | 72 | +5  | 23 |
| 7  | AIK                 | 22 | 11 | 1 | 10 | 68  | 72 | −4  | 23 |
| 8  | Brynäs IF           | 22 | 9  | 3 | 10 | 78  | 73 | +5  | 21 |
| 9  | Västerås IK         | 22 | 9  | 2 | 11 | 65  | 63 | +2  | 20 |
| 10 | Modo                | 22 | 5  | 6 | 11 | 60  | 93 | −33 | 16 |
| 11 | Leksands IF         | 22 | 3  | 9 | 10 | 64  | 92 | −28 | 15 |
| 12 | Södertälje SK       | 22 | 4  | 2 | 16 | 54  | 99 | −45 | 10 |

Fortsättningsserien
| Nr | Lag                 | S  | V  | O  | F  | GM  | IM  | MS  | P  |
| -- | ------------------- | -- | -- | -- | -- | --- | --- | --- | -- |
| 1  | Färjestad BK        | 40 | 20 | 9  | 11 | 189 | 139 | +50 | 49 |
| 2  | Malmö IF            | 40 | 21 | 6  | 13 | 163 | 134 | +29 | 48 |
| 3  | Brynäs IF           | 40 | 22 | 3  | 15 | 157 | 124 | +33 | 47 |
| 4  | Luleå HF            | 40 | 17 | 13 | 10 | 169 | 151 | +18 | 47 |
| 5  | Västra Frölunda     | 40 | 17 | 11 | 12 | 149 | 139 | +10 | 45 |
| 6  | Djurgårdens IF (RM) | 40 | 16 | 11 | 13 | 122 | 116 | +6  | 43 |
| 7  | AIK                 | 40 | 19 | 4  | 17 | 134 | 141 | −7  | 42 |
| 8  | HV71                | 40 | 17 | 7  | 16 | 151 | 129 | +22 | 41 |
| 9  | Västerås IK         | 40 | 15 | 4  | 21 | 111 | 125 | −14 | 34 |
| 10 | Modo                | 40 | 6  | 11 | 23 | 118 | 192 | −74 | 23 |

## Matcher

### Grundserien
| Datum Match Resultat Publik Spelplan Omgång 1 - 26 september 1991 Luleå HF-Västra Frölunda HC 3-3 (0-1, 3-1, 0-1) 4486 Delfinen - 26 september 1991 Malmö IF-Modo Hockey 6-1 (1-0, 3-0, 2-1) 4966 Malmö Isstadion - 26 september 1991 Brynäs IF-Djurgårdens IF 3-4 (0-2, 3-1, 0-1) 4620 Gavlerinken - 26 september 1991 Södertälje SK-Färjestads BK 6-9 (0-1, 3-5, 3-3) 2638 Scaniarinken - 26 september 1991 AIK-Leksands IF 3-7 (1-3, 1-0, 1-4) 8603 Globen - 26 september 1991 HV 71-Västerås IK 3-0 (1-0, 2-0, 0-0) 3245 Rosenlundshallen Omgång 2 - 29 september 1991 Västerås IK-AIK 0-2 (0-1, 0-1, 0-0) 6023 Rocklundahallen - 29 september 1991 Leksands IF-Södertälje SK 3-3 (1-0, 1-0, 1-3) 4842 Leksands Isstadion - 29 september 1991 Färjestads BK-Brynäs IF 3-3 (1-0, 1-2, 1-1) 4281 Färjestads Ishall - 29 september 1991 Djurgårdens IF-Malmö IF 3-4 (1-1, 0-3, 2-0) 9086 Globen - 29 september 1991 Modo Hockey-Luleå HF 4-4 (2-1, 0-2, 2-1) 4328 Kempehallen - 1 oktober 1991 Västra Frölunda HC-HV 71 7-2 (3-0, 2-1, 2-1) 11773 Scandinavium Omgång 3 - 3 oktober 1991 Luleå HF-Djurgårdens IF 2-4 (1-0, 0-3, 1-1) 5762 Delfinen - 3 oktober 1991 Malmö IF-Färjestads BK 6-2 (0-0, 4-1, 2-1) 5675 Malmö Isstadion - 3 oktober 1991 Brynäs IF-Leksands IF 4-3 (1-2, 1-0, 2-1) 7722 Gavlerinken - 3 oktober 1991 Södertälje SK-Västerås IK 4-2 (2-1, 1-0, 1-1) 3606 Scaniarinken - 3 oktober 1991 AIK-HV 71 5-3 (1-1, 3-1, 1-1) 5363 Globen - 3 oktober 1991 Modo Hockey-Västra Frölunda HC 3-3 (2-0, 0-2, 1-1) 3818 Kempehallen Omgång 4 - 6 oktober 1991 HV 71-Södertälje SK 7-4 (2-1, 2-3, 3-0) 3787 Rosenlundshallen - 6 oktober 1991 Västerås IK-Brynäs IF 3-0 (1-0, 1-0, 1-0) 4909 Rocklundahallen - 6 oktober 1991 Leksands IF-Malmö IF 1-8 (1-3, 0-0, 0-5) 5927 Leksands Isstadion - 6 oktober 1991 Färjestads BK-Luleå HF 7-7 (3-3, 3-1, 1-3) 4034 Färjestads Ishall - 6 oktober 1991 Djurgårdens IF-Modo Hockey 3-3 (1-1, 2-1, 0-1) 5529 Globen - 6 oktober 1991 Västra Frölunda HC-AIK 4-2 (2-1, 0-0, 2-1) 11769 Scandinavium Omgång 5 - 10 oktober 1991 Luleå HF-Leksands IF 5-1 (0-0, 2-1, 3-0) 4847 Delfinen - 10 oktober 1991 Malmö IF-Västerås IK 3-1 (1-1, 0-0, 2-0) 5567 Malmö Isstadion - 10 oktober 1991 Brynäs IF-HV 71 5-1 (0-1, 5-0, 0-0) 3828 Gavlerinken - 10 oktober 1991 Södertälje SK-AIK 1-5 (0-3, 0-0, 1-2) 6142 Scaniarinken - 10 oktober 1991 Djurgårdens IF-Västra Frölunda HC 6-4 (2-2, 3-1, 1-1) 8759 Globen - 10 oktober 1991 Modo Hockey-Färjestads BK 1-12 (0-4, 0-2, 1-6) 4106 Kempehallen Omgång 6 - 13 oktober 1991 AIK-Brynäs IF 2-1 (0-0, 1-1, 1-0) 8256 Globen - 13 oktober 1991 HV 71-Malmö IF 4-5 (1-0, 1-3, 2-2) 4325 Rosenlundshallen - 13 oktober 1991 Västerås IK-Luleå HF 4-4 (0-1, 2-1, 2-2) 4741 Rocklundahallen - 13 oktober 1991 Leksands IF-Modo Hockey 3-2 (0-1, 2-0, 1-1) 3824 Leksands Isstadion - 13 oktober 1991 Färjestads BK-Djurgårdens IF 0-0 (0-0, 0-0, 0-0) 4693 Färjestads Ishall - 15 oktober 1991 Västra Frölunda HC-Södertälje SK 7-1 (2-0, 2-0, 3-1) 11648 Scandinavium Omgång 7 - 17 oktober 1991 Luleå HF-HV 71 3-7 (1-2, 0-2, 2-3) 4513 Delfinen - 17 oktober 1991 Malmö IF-AIK 4-1 (1-0, 2-0, 1-1) 5654 Malmö Isstadion - 17 oktober 1991 Södertälje SK-Brynäs IF 3-8 (0-5, 1-1, 2-2) 3701 Scaniarinken - 17 oktober 1991 Färjestads BK-Västra Frölunda HC 6-2 (4-0, 1-1, 1-1) 4759 Färjestads Ishall - 17 oktober 1991 Modo Hockey-Västerås IK 5-5 (0-2, 3-1, 2-2) 3059 Kempehallen - 5 november 1991 Djurgårdens IF-Leksands IF 6-3 (1-0, 3-0, 2-3) 13458 Globen Omgång 8 - 20 oktober 1991 Södertälje SK-Malmö IF 2-3 (0-0, 0-1, 2-2) 3776 Scaniarinken - 20 oktober 1991 AIK-Luleå HF 1-3 (0-0, 0-1, 1-2) 4720 Hovet, Johanneshov - 20 oktober 1991 HV 71-Modo Hockey 2-3 (1-2, 0-1, 1-0) 3746 Rosenlundshallen - 20 oktober 1991 Västerås IK-Djurgårdens IF 6-2 (3-0, 1-0, 2-2) 5792 Rocklundahallen - 20 oktober 1991 Leksands IF-Färjestads BK 4-5 (1-1, 1-0, 2-4) 4953 Leksands Isstadion - 20 oktober 1991 Brynäs IF-Västra Frölunda HC 2-5 (1-1, 0-1, 1-3) 5316 Gavlerinken Omgång 9 - 24 oktober 1991 Luleå HF-Södertälje SK 5-0 (0-0, 0-0, 5-0) 4498 Delfinen - 24 oktober 1991 Malmö IF-Brynäs IF 2-2 (0-1, 2-0, 0-1) 5525 Malmö Isstadion - 24 oktober 1991 Leksands IF-Västra Frölunda HC 1-1 (1-0, 0-0, 0-1) 4000 Leksands Isstadion - 24 oktober 1991 Färjestads BK-Västerås IK 6-5 (2-2, 2-3, 2-0) 4205 Färjestads Ishall - 24 oktober 1991 Djurgårdens IF-HV 71 1-1 (0-0, 1-0, 0-1) 4112 Hovet, Johanneshov - 24 oktober 1991 Modo Hockey-AIK 5-5 (0-1, 3-2, 2-2) 3606 Kempehallen Omgång 10 - 27 oktober 1991 Brynäs IF-Luleå HF 6-2 (1-2, 3-0, 2-0) 4621 Gavlerinken - 27 oktober 1991 Södertälje SK-Modo Hockey 3-4 (2-1, 1-3, 0-0) 3937 Scaniarinken - 27 oktober 1991 Västerås IK-Leksands IF 1-0 (1-0, 0-0, 0-0) 6186 Rocklundahallen - 27 oktober 1991 HV 71-Färjestads BK 6-2 (3-1, 0-1, 3-0) 4392 Rosenlundshallen - 29 oktober 1991 AIK-Djurgårdens IF 2-4 (0-0, 1-3, 1-1) 13850 Globen - 29 oktober 1991 Västra Frölunda HC-Malmö IF 1-4 (0-2, 0-0, 1-2) 11925 Scandinavium Omgång 11 - 31 oktober 1991 Malmö IF-Luleå HF 4-4 (0-0, 4-1, 0-3) 5605 Malmö Isstadion - 31 oktober 1991 Västerås IK-Västra Frölunda HC 3-5 (2-3, 1-1, 0-1) 5409 Rocklundahallen - 31 oktober 1991 Leksands IF-HV 71 4-4 (2-0, 1-2, 1-2) 4181 Leksands Isstadion - 31 oktober 1991 Färjestads BK-AIK 7-0 (2-0, 1-0, 4-0) 4633 Färjestads Ishall - 31 oktober 1991 Djurgårdens IF-Södertälje SK 3-3 (1-1, 1-1, 1-1) 8053 Globen - 31 oktober 1991 Modo Hockey-Brynäs IF 4-8 (1-3, 2-4, 1-1) 4246 Kempehallen | Omgång 12 - 3 november 1991 Luleå HF-Malmö IF 5-3 (1-2, 2-1, 2-0) 5774 Delfinen - 3 november 1991 Brynäs IF-Modo Hockey 4-2 (1-1, 1-1, 2-0) 5639 Gavlerinken - 3 november 1991 Södertälje SK-Djurgårdens IF 2-1 (0-0, 1-1, 1-0) 5503 Scaniarinken - 3 november 1991 AIK-Färjestads BK 3-2 (1-1, 1-1, 1-0) 8079 Globen - 3 november 1991 HV 71-Leksands IF 3-3 (1-1, 2-1, 0-1) 4397 Rosenlundshallen - 3 november 1991 Västra Frölunda HC-Västerås IK 5-2 (2-1, 1-0, 2-1) 10239 Scandinavium Omgång 13 - 14 november 1991 Västerås IK-HV 71 2-3 (0-0, 1-2, 1-1) 3866 Rocklundahallen - 14 november 1991 Leksands IF-AIK 4-5 (2-3, 1-1, 1-1) 5039 Leksands Isstadion - 14 november 1991 Färjestads BK-Södertälje SK 4-1 (3-0, 0-0, 1-1) 4033 Färjestads Ishall - 14 november 1991 Västra Frölunda HC-Luleå HF 4-4 (1-2, 2-2, 1-0) 11601 Scandinavium - 14 november 1991 Modo Hockey-Malmö IF 1-3 (0-0, 0-0, 1-3) 4486 Kempehallen - 26 november 1991 Djurgårdens IF-Brynäs IF 5-2 (2-0, 2-1, 1-1) 12112 Globen Omgång 14 - 17 november 1991 Luleå HF-Modo Hockey 5-2 (2-2, 1-0, 2-0) 4587 Delfinen - 17 november 1991 Malmö IF-Djurgårdens IF 5-3 (1-2, 2-1, 2-0) 5735 Malmö Isstadion - 17 november 1991 Brynäs IF-Färjestads BK 3-5 (1-3, 2-1, 0-1) 5951 Gavlerinken - 17 november 1991 Södertälje SK-Leksands IF 6-2 (3-0, 2-1, 1-1) 5854 Scaniarinken - 17 november 1991 HV 71-Västra Frölunda HC 3-2 (1-1, 1-1, 1-0) 4345 Rosenlundshallen - 19 november 1991 AIK-Västerås IK 3-1 (0-0, 1-1, 2-0) 7438 Globen Omgång 15 - 21 november 1991 Djurgårdens IF-Luleå HF 11-2 (2-2, 3-0, 6-0) 9568 Globen - 21 november 1991 Färjestads BK-Malmö IF 3-1 (2-0, 1-1, 0-0) 4734 Färjestads Ishall - 21 november 1991 Leksands IF-Brynäs IF 5-5 (3-2, 1-1, 1-2) 5781 Leksands Isstadion - 21 november 1991 Västerås IK-Södertälje SK 3-0 (2-0, 0-0, 1-0) 4350 Rocklundahallen - 21 november 1991 HV 71-AIK 3-7 (2-2, 1-3, 0-2) 4009 Rosenlundshallen - 21 november 1991 Västra Frölunda HC-Modo Hockey 2-3 (0-0, 1-0, 1-3) 9747 Scandinavium Omgång 16 - 24 november 1991 Södertälje SK-HV 71 1-4 (0-2, 0-1, 1-1) 3853 Scaniarinken - 24 november 1991 Brynäs IF-Västerås IK 2-0 (2-0, 0-0, 0-0) 4399 Gavlerinken - 24 november 1991 Malmö IF-Leksands IF 9-0 (5-0, 2-0, 2-0) 5122 Malmö Isstadion - 24 november 1991 Luleå HF-Färjestads BK 4-3 (2-1, 2-1, 0-1) 4777 Delfinen - 24 november 1991 Modo Hockey-Djurgårdens IF 2-4 (1-1, 0-1, 1-2) 4475 Kempehallen - 24 november 1991 AIK-Västra Frölunda HC 4-1 (2-1, 2-0, 0-0) 9104 Globen Omgång 17 - 28 november 1991 AIK-Södertälje SK 2-3 (2-1, 0-2, 0-0) 7115 Globen - 28 november 1991 HV 71-Brynäs IF 5-3 (1-2, 2-1, 2-0) 3558 Rosenlundshallen - 28 november 1991 Västerås IK-Malmö IF 4-2 (2-0, 1-2, 1-0) 4220 Rocklundahallen - 28 november 1991 Leksands IF-Luleå HF 3-3 (0-1, 1-2, 2-0) 3570 Leksands Isstadion - 28 november 1991 Färjestads BK-Modo Hockey 4-2 (1-0, 1-2, 2-0) 3903 Färjestads Ishall - 28 november 1991 Västra Frölunda HC-Djurgårdens IF 3-2 (1-0, 1-1, 1-1) 11544 Scandinavium Omgång 18 - 1 december 1991 Luleå HF-Västerås IK 4-7 (2-1, 0-2, 2-4) 5014 Delfinen - 1 december 1991 Malmö IF-HV 71 1-0 (1-0, 0-0, 0-0) 4964 Malmö Isstadion - 1 december 1991 Brynäs IF-AIK 3-2 (0-1, 2-1, 1-0) 5842 Gavlerinken - 1 december 1991 Södertälje SK-Västra Frölunda HC 3-5 (2-2, 1-2, 0-1) 4213 Scaniarinken - 1 december 1991 Djurgårdens IF-Färjestads BK 2-5 (1-0, 0-2, 1-3) 10714 Globen - 1 december 1991 Modo Hockey-Leksands IF 2-2 (1-0, 0-1, 1-1) 3522 Kempehallen Omgång 19 - 5 december 1991 Brynäs IF-Södertälje SK 5-2 (2-0, 1-1, 2-1) 3555 Gavlerinken - 5 december 1991 AIK-Malmö IF 5-4 (2-4, 1-0, 2-0) 11483 Globen - 5 december 1991 HV 71-Luleå HF 5-2 (1-1, 3-0, 1-1) 3506 Rosenlundshallen - 5 december 1991 Västerås IK-Modo Hockey 6-0 (2-0, 2-0, 2-0) 4763 Rocklundahallen - 5 december 1991 Leksands IF-Djurgårdens IF 5-5 (1-1, 2-2, 2-2) 5076 Leksands Isstadion - 5 december 1991 Västra Frölunda HC-Färjestads BK 7-9 (2-3, 3-3, 2-3) 11834 Scandinavium Omgång 20 - 7 december 1991 Djurgårdens IF-AIK 3-0 (2-0, 1-0, 0-0) 13850 Globen - 8 december 1991 Malmö IF-Västra Frölunda HC 8-6 (1-3, 2-0, 5-3) 5147 Malmö Isstadion - 8 december 1991 Leksands IF-Västerås IK 4-1 (1-0, 2-0, 1-1) 5624 Leksands Isstadion - 8 december 1991 Färjestads BK-HV 71 3-7 (1-2, 1-2, 1-3) 4173 Färjestads Ishall - 8 december 1991 Luleå HF-Brynäs IF 4-3 (1-1, 2-1, 1-1) 4278 Delfinen - 8 december 1991 Modo Hockey-Södertälje SK 3-2 (1-2, 2-0, 0-0) 3365 Kempehallen Omgång 21 - 12 december 1991 Brynäs IF-Malmö IF 3-6 (1-2, 2-2, 0-2) 6354 Gavlerinken - 12 december 1991 Södertälje SK-Luleå HF 3-7 (1-2, 1-2, 1-3) 2152 Scaniarinken - 12 december 1991 AIK-Modo Hockey 5-3 (1-1, 2-2, 2-0) 4413 Hovet, Johanneshov - 12 december 1991 HV 71-Djurgårdens IF 2-4 (1-1, 0-2, 1-1) 4168 Rosenlundshallen - 12 december 1991 Västerås IK-Färjestads BK 5-3 (2-1, 2-1, 1-1) 4632 Rocklundahallen - 12 december 1991 Västra Frölunda HC-Leksands IF 4-4 (2-1, 2-1, 0-2) 10701 Scandinavium Omgång 22 - 15 december 1991 Luleå HF-AIK 6-4 (0-1, 3-2, 3-1) 4742 Delfinen - 15 december 1991 Malmö IF-Södertälje SK 7-1 (1-0, 2-0, 4-1) 4583 Malmö Isstadion - 15 december 1991 Västra Frölunda HC-Brynäs IF 5-3 (1-1, 2-0, 2-2) 10656 Scandinavium - 15 december 1991 Färjestads BK-Leksands IF 7-2 (4-1, 1-0, 2-1) 4673 Färjestads Ishall - 15 december 1991 Djurgårdens IF-Västerås IK 3-4 (0-4, 2-0, 1-0) 3742 Hovet, Johanneshov - 15 december 1991 Modo Hockey-HV 71 5-2 (2-1, 2-1, 1-0) 3497 Kempehallen |

### Fortsättningsserien
| Datum Match Resultat Publik Spelplan Omgång 23 - 5 januari 1992 HV 71-Luleå HF 3-3 (0-0, 3-2, 0-1) 3489 Rosenlundshallen - 5 januari 1992 Färjestads BK-Malmö IF 6-4 (1-1, 2-3, 3-0) 4764 Färjestads Ishall - 5 januari 1992 AIK-Modo Hockey 5-5 (1-2, 2-2, 2-1) 3059 Hovet, Johanneshov - 5 januari 1992 Brynäs IF-Djurgårdens IF 6-1 (1-0, 3-0, 2-1) 4615 Gavlerinken - 5 januari 1992 Västra Frölunda HC-Västerås IK 2-4 (2-2, 0-0, 0-2) 7718 Scandinavium Omgång 24 - 7 januari 1992 Västerås IK-Brynäs IF 3-2 (3-0, 0-0, 0-2) 4673 Rocklundahallen - 7 januari 1992 Djurgårdens IF-AIK 2-6 (2-2, 0-4, 0-0) 11428 Globen - 7 januari 1992 Modo Hockey-Färjestads BK 5-5 (3-2, 2-3, 0-0) 2945 Kempehallen - 7 januari 1992 Malmö IF-Luleå HF 6-4 (1-2, 3-1, 2-1) 4841 Malmö Isstadion - 7 januari 1992 HV 71-Västra Frölunda HC 2-2 (1-0, 0-0, 1-2) 3717 Rosenlundshallen Omgång 25 - 9 januari 1992 Luleå HF-Modo Hockey 11-2 (3-0, 6-1, 2-1) 4008 Delfinen - 9 januari 1992 Färjestads BK-Djurgårdens IF 8-2 (3-2, 2-0, 3-0) 4489 Färjestads Ishall - 9 januari 1992 AIK-Västerås IK 2-4 (0-3, 1-0, 1-1) 4832 Globen - 9 januari 1992 Brynäs IF-Västra Frölunda HC 8-2 (4-0, 3-1, 1-1) 3552 Gavlerinken - 9 januari 1992 Malmö IF-HV 71 4-4 (1-0, 2-3, 1-1) 5012 Malmö Isstadion Omgång 26 - 12 januari 1992 Västra Frölunda HC-AIK 5-1 (1-1, 3-0, 1-0) 8030 Scandinavium - 12 januari 1992 Västerås IK-Färjestads BK 3-3 (1-0, 1-2, 1-1) 5952 Rocklundahallen - 12 januari 1992 Djurgårdens IF-Luleå HF 3-5 (1-2, 1-0, 1-3) 5484 Globen - 12 januari 1992 Modo Hockey-Malmö IF 4-4 (2-0, 2-1, 0-3) 3012 Kempehallen - 12 januari 1992 HV 71-Brynäs IF 9-2 (3-0, 1-1, 5-1) 3843 Rosenlundshallen Omgång 27 - 14 januari 1992 Luleå HF-Västerås IK 8-2 (4-1, 2-0, 2-1) 4727 Delfinen - 14 januari 1992 Färjestads BK-HV 71 6-3 (2-1, 2-2, 2-0) 3931 Färjestads Ishall - 14 januari 1992 AIK-Brynäs IF 1-4 (0-1, 1-2, 0-1) 6283 Globen - 14 januari 1992 Modo Hockey-Västra Frölunda HC 2-2 (1-2, 0-0, 1-0) 2688 Kempehallen - 14 januari 1992 Malmö IF-Djurgårdens IF 3-2 (2-1, 0-1, 1-0) 5485 Malmö Isstadion Omgång 28 - 16 januari 1992 Brynäs IF-Färjestads BK 6-4 (0-1, 6-1, 0-2) 5118 Gavlerinken - 16 januari 1992 Västra Frölunda HC-Luleå HF 6-3 (1-0, 2-0, 3-3) 7847 Scandinavium - 16 januari 1992 Västerås IK-Malmö IF 5-1 (1-0, 3-0, 1-1) 4862 Rocklundahallen - 16 januari 1992 Djurgårdens IF-Modo Hockey 5-2 (1-1, 2-1, 2-0) 5292 Globen - 16 januari 1992 HV 71-AIK 8-3 (3-1, 3-2, 2-0) 3665 Rosenlundshallen Omgång 29 - 19 januari 1992 Luleå HF-Färjestads BK 3-2 (0-1, 1-1, 2-0) 4831 Delfinen - 19 januari 1992 Västerås IK-HV 71 2-4 (0-0, 2-2, 0-2) 4731 Rocklundahallen - 19 januari 1992 Västra Frölunda HC-Djurgårdens IF 2-2 (0-1, 1-1, 1-0) 9565 Scandinavium - 19 januari 1992 Brynäs IF-Modo Hockey 7-4 (3-3, 2-1, 2-0) 4330 Gavlerinken - 19 januari 1992 AIK-Malmö IF 6-5 (2-3, 2-2, 2-0) 6344 Globen Omgång 30 - 23 januari 1992 Luleå HF-Brynäs IF 7-3 (2-1, 4-2, 1-0) 4554 Delfinen - 23 januari 1992 Färjestads BK-AIK 3-4 (0-2, 0-2, 3-0) 4623 Färjestads Ishall - 23 januari 1992 Djurgårdens IF-HV 71 4-2 (2-0, 2-1, 0-1) 7139 Globen - 23 januari 1992 Modo Hockey-Västerås IK 5-8 (1-1, 2-5, 2-2) 1879 Kempehallen - 23 januari 1992 Malmö IF-Västra Frölunda HC 2-4 (1-0, 1-3, 0-1) 5383 Malmö Isstadion Omgång 31 - 26 januari 1992 AIK-Luleå HF 4-4 (2-2, 2-1, 0-1) 6607 Globen - 26 januari 1992 Brynäs IF-Malmö IF 7-2 (3-1, 1-0, 3-1) 5663 Gavlerinken - 26 januari 1992 Västra Frölunda HC-Färjestads BK 2-6 (0-3, 2-2, 0-1) 11837 Scandinavium - 26 januari 1992 Västerås IK-Djurgårdens IF 0-2 (0-0, 0-2, 0-0) 5828 Rocklundahallen - 26 januari 1992 HV 71-Modo Hockey 12-1 (2-0, 6-0, 4-1) 3521 Rosenlundshallen | Omgång 32 - 27 februari 1992 Luleå HF-AIK 4-4 (1-3, 2-1, 1-0) 4636 Delfinen - 27 februari 1992 Färjestads BK-Västra Frölunda HC 1-1 (1-1, 0-0, 0-0) 4658 Färjestads Ishall - 27 februari 1992 Djurgårdens IF-Västerås IK 2-0 (0-0, 1-0, 1-0) 6093 Globen - 27 februari 1992 Modo Hockey-HV 71 2-9 (0-4, 0-2, 2-3) 1471 Kempehallen - 27 februari 1992 Malmö IF-Brynäs IF 0-5 (0-1, 0-2, 0-2) 4546 Malmö Isstadion Omgång 33 - 29 februari 1992 Luleå HF-HV 71 4-1 (1-0, 2-1, 1-0) 4069 Delfinen - 1 mars 1992 Västerås IK-Västra Frölunda HC 4-5 (1-2, 1-2, 2-1) 3565 Rocklundahallen - 1 mars 1992 Djurgårdens IF-Brynäs IF 3-2 (0-1, 2-0, 1-1) 8812 Globen - 1 mars 1992 Modo Hockey-AIK 1-4 (0-1, 1-1, 0-2) 1250 Kempehallen - 1 mars 1992 Malmö IF-Färjestads BK 4-4 (1-2, 1-1, 2-1) 4466 Malmö Isstadion Omgång 34 - 3 mars 1992 Luleå HF-Malmö IF 2-4 (1-0, 1-2, 0-2) 5072 Delfinen - 3 mars 1992 Färjestads BK-Modo Hockey 6-3 (2-1, 3-1, 1-1) 3670 Färjestads Ishall - 3 mars 1992 AIK-Djurgårdens IF 3-0 (1-0, 1-0, 1-0) 13850 Globen - 3 mars 1992 Brynäs IF-Västerås IK 2-1 (2-1, 0-0, 0-0) 3420 Gavlerinken - 3 mars 1992 Västra Frölunda HC-HV 71 6-4 (2-2, 3-1, 1-1) 8869 Scandinavium Omgång 35 - 5 mars 1992 Västra Frölunda HC-Brynäs IF 3-6 (0-1, 1-2, 2-3) 10781 Scandinavium - 5 mars 1992 Västerås IK-AIK 1-2 (0-0, 1-1, 0-1) 4091 Rocklundahallen - 5 mars 1992 Djurgårdens IF-Färjestads BK 3-3 (1-1, 1-1, 1-1) 8028 Globen - 5 mars 1992 Modo Hockey-Luleå HF 1-5 (0-1, 1-1, 0-3) 1063 Kempehallen - 5 mars 1992 HV 71-Malmö IF 5-2 (1-0, 1-0, 3-2) 4140 Rosenlundshallen Omgång 36 - 8 mars 1992 Luleå HF-Djurgårdens IF 4-4 (2-0, 2-1, 0-3) 4490 Delfinen - 8 mars 1992 Färjestads BK-Västerås IK 2-4 (0-0, 0-3, 2-1) 3976 Färjestads Ishall - 8 mars 1992 AIK-Västra Frölunda HC 3-4 (1-0, 0-3, 2-1) 8734 Globen - 8 mars 1992 Brynäs IF-HV 71 5-1 (1-1, 2-0, 2-0) 4333 Gavlerinken - 8 mars 1992 Malmö IF-Modo Hockey 5-4 (3-2, 2-0, 0-2) 4183 Malmö Isstadion Omgång 37 - 10 mars 1992 Brynäs IF-AIK 4-2 (1-1, 2-0, 1-1) 5487 Gavlerinken - 10 mars 1992 Västra Frölunda HC-Modo Hockey 6-5 (2-1, 3-1, 1-3) 6410 Scandinavium - 10 mars 1992 Västerås IK-Luleå HF 2-2 (1-2, 0-0, 1-0) 2785 Rocklundahallen - 10 mars 1992 Djurgårdens IF-Malmö IF 3-3 (1-1, 1-1, 1-1) 9237 Globen - 10 mars 1992 HV 71-Färjestads BK 3-3 (0-1, 0-0, 3-2) 3784 Rosenlundshallen Omgång 38 - 12 mars 1992 Luleå HF-Västra Frölunda HC 4-4 (2-2, 1-1, 1-1) 4255 Delfinen - 12 mars 1992 Färjestads BK-Brynäs IF 5-2 (2-0, 2-1, 1-1) 4522 Färjestads Ishall - 12 mars 1992 AIK-HV 71 6-0 (3-0, 1-0, 2-0) 5538 Globen - 12 mars 1992 Modo Hockey-Djurgårdens IF 2-2 (0-0, 0-2, 2-0) 1356 Kempehallen - 12 mars 1992 Malmö IF-Västerås IK 7-3 (2-1, 1-1, 4-1) 4363 Malmö Isstadion Omgång 39 - 15 mars 1992 Färjestads BK-Luleå HF 6-7 (1-1, 2-2, 3-4) 4241 Färjestads Ishall - 15 mars 1992 Malmö IF-AIK 6-7 (3-4, 1-1, 2-2) 5044 Malmö Isstadion - 15 mars 1992 Modo Hockey-Brynäs IF 2-3 (0-1, 0-1, 2-1) 1828 Kempehallen - 15 mars 1992 Djurgårdens IF-Västra Frölunda HC 1-1 (0-0, 1-1, 0-0) 7583 Globen - 15 mars 1992 HV 71-Västerås IK 3-0 (1-0, 1-0, 1-0) 3221 Rosenlundshallen Omgång 40 - 19 mars 1992 AIK-Färjestads BK 3-9 (2-3, 0-3, 1-3) 7708 Globen - 19 mars 1992 Brynäs IF-Luleå HF 5-1 (2-1, 1-0, 2-0) 4125 Gavlerinken - 19 mars 1992 Västra Frölunda HC-Malmö IF 6-3 (1-0, 2-1, 3-2) 9862 Scandinavium - 19 mars 1992 Västerås IK-Modo Hockey 0-8 (0-1, 0-2, 0-5) 1758 Rocklundahallen - 19 mars 1992 HV 71-Djurgårdens IF 1-2 (0-2, 1-0, 0-0) 3590 Rosenlundshallen |